# Château Bontemps
Le château Bontemps est un château privé du XIIe siècle, situé à Arbois dans le Jura, en Franche-Comté. Il est inscrit aux monuments historiques depuis le 17 avril 1989.

## Historique
Au XIIe siècle, le château est construit en pierre ocre, comme le clocher à dôme à impériale du XVIIIe siècle de l'église Saint-Just d'Arbois.

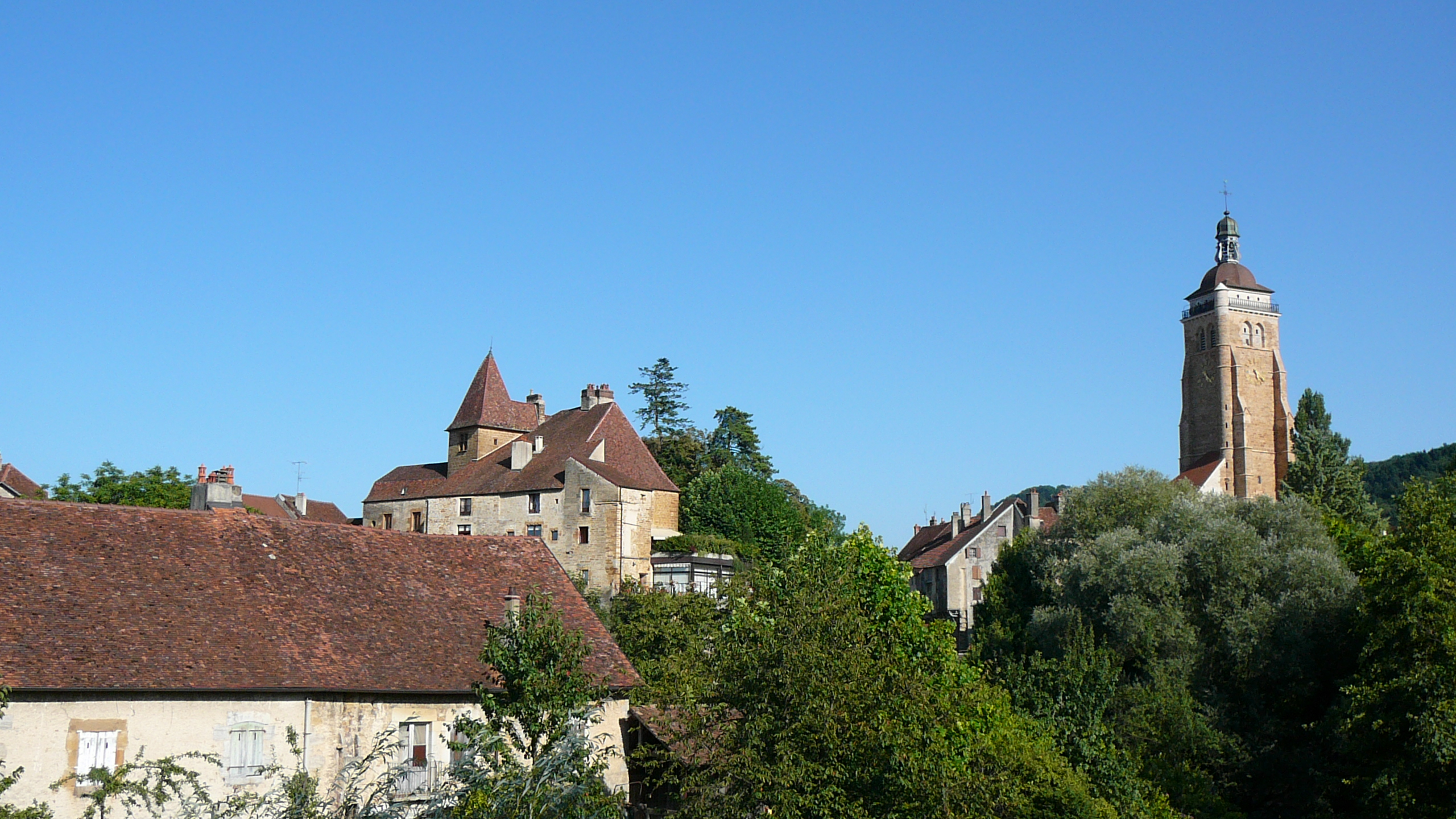
Château et église Saint-Just d'Arbois à droite.
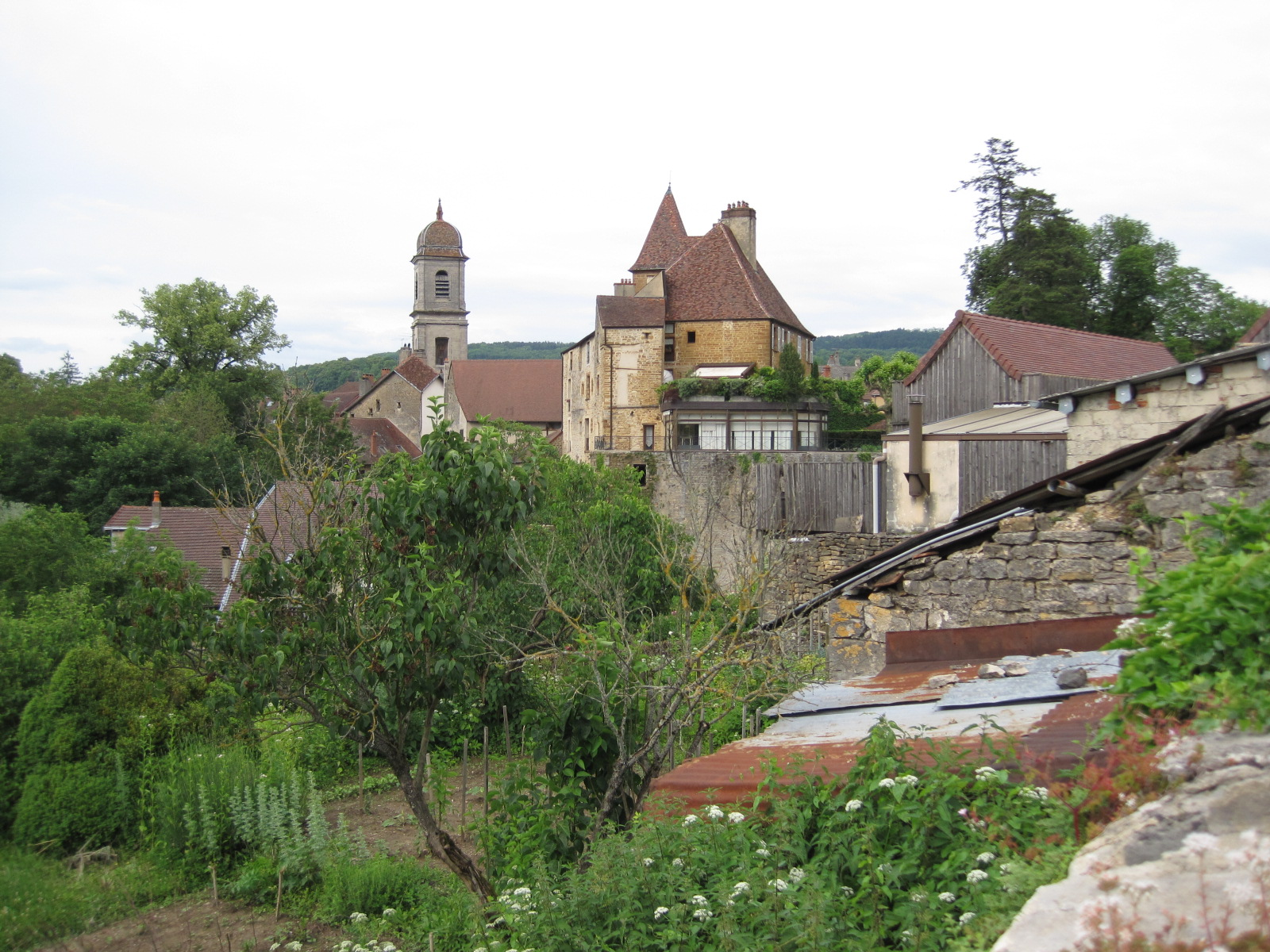
Château et collégiale Notre-Dame d'Arbois à gauche.
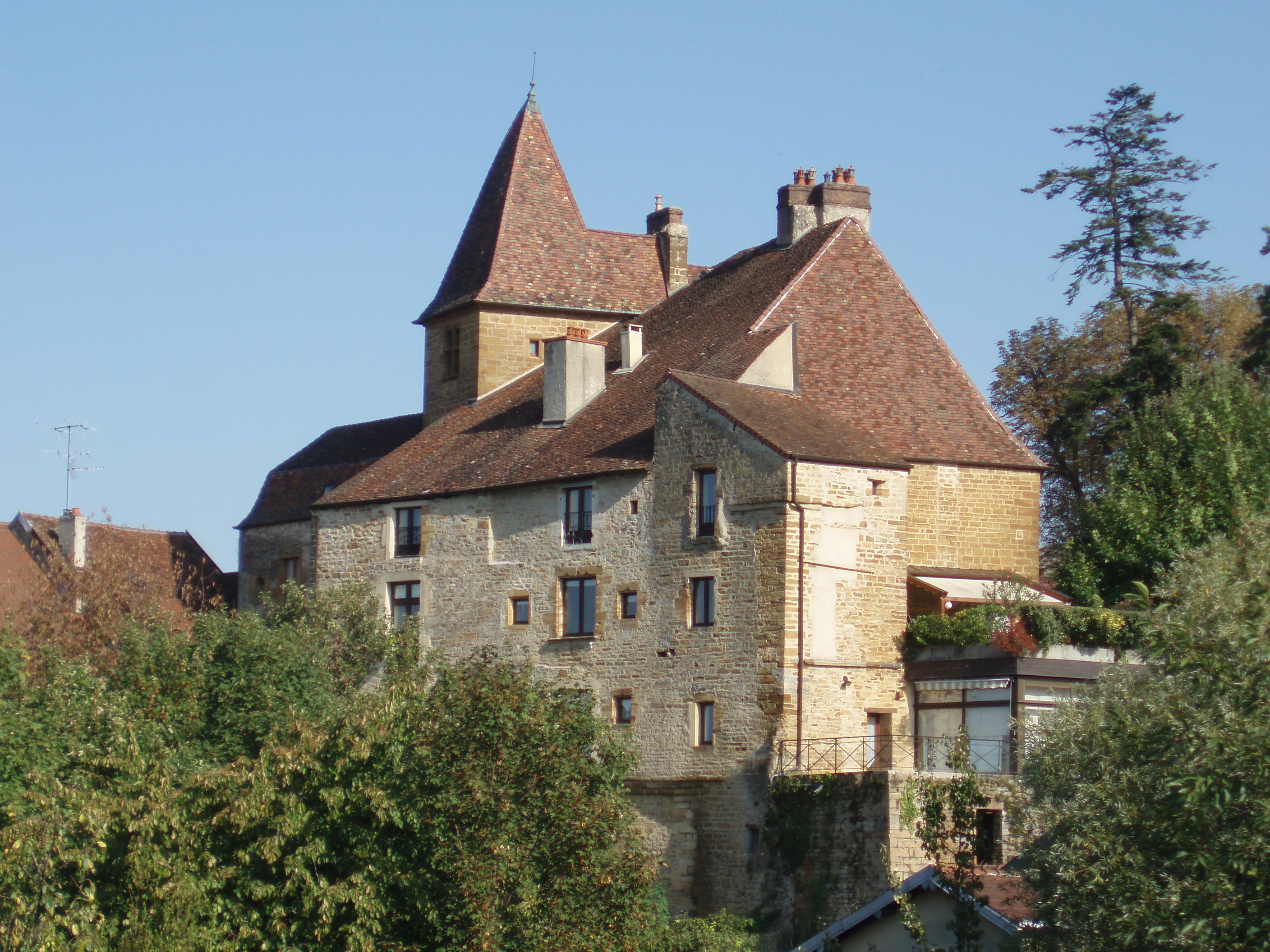
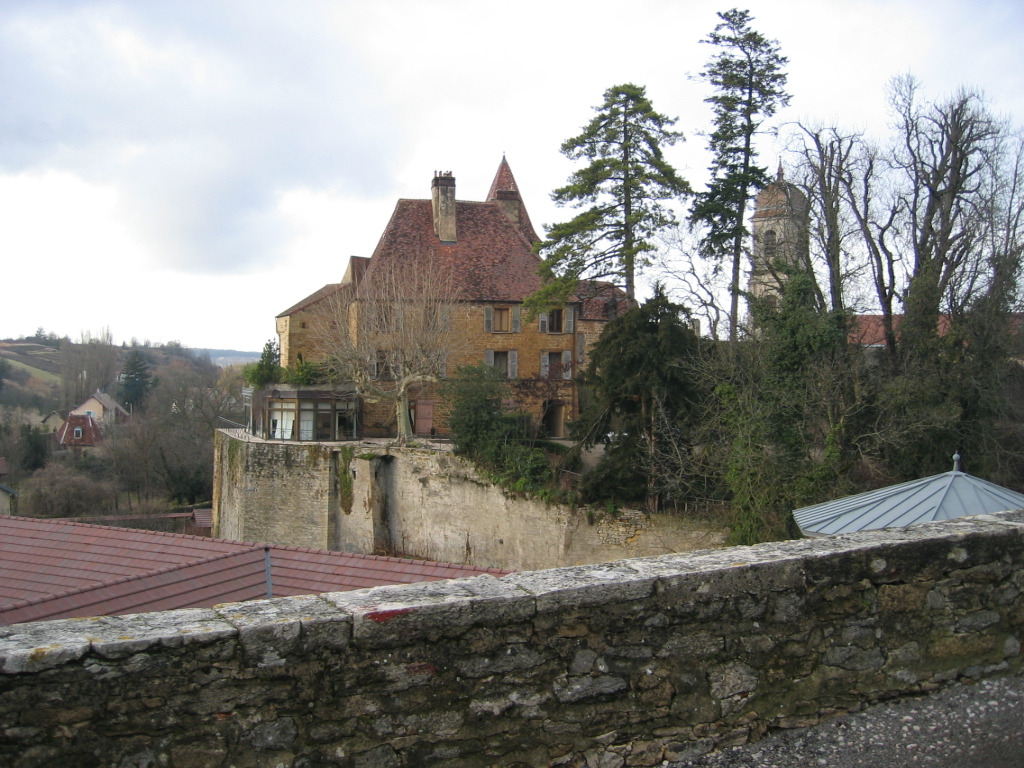

Au XIIIe siècle, l’édifice est intégré dans les fortifications de la cité le long de la Cuisance, avec le château Pécauld, l'église Saint-Just d'Arbois et la tour Gloriette.
En 1479, il est détruit en même temps que la cité d'Arbois (et une centaine d'autre cités et châteaux[réf. nécessaire]) durant la reconquête du comté de Bourgogne par les troupes du roi Louis XI de France (succession de Charles le Téméraire).
Le chanoine de la collégiale Notre-Dame d'Arbois Pierre Bontemps achète les ruines, les restaure et habite le château, suivi par les héritiers de la famille Bontemps, jusqu'à la Révolution française où l’édifice est vendu comme bien national en 1793.
En 1847, le château est vendu par le tribunal d’Arbois à l’architecte André Perrard qui le fait restaurer. Il est ensuite vendu par plusieurs propriétaires successifs privés.